# Philip Schaff
Philip Schaff (Coira, Suïssa, 1 de gener de 1819 - Nova York, Estats Units, 20 d'octubre de 1893) va ser un historiador de l'Església i teòleg protestant suís-estatunidenc, educat a Alemanya i instal·lat principalment als Estats Units. La seva àmplia obra se centra en la història de l'Església i en l'exegesi.

## Biografia
Va ser educat primerament a la seva natal Coira, més tard es trasllada a Stuttgart i estudia al seu gymnasium. Després passarà a estudiar a les universitats de Tübingen, Halle i Berlín; va obtenir el grau en teologia a la darrera el 1841 i va passar els exàmens de càtedra. Llavors, a viatjar com a tutor d'un noble i en tornar a Berlín l'abril de 1842, va realitzar conferència sobre l'exegesi i la història de l'Església.
Per recomanació d'alguns teòlegs eminents va ser cridat per ser professor al seminari teològic de l'església reformada alemanya dels Estats Units a Mercersburg (Pennsilvània). En tornar a Alemanya, va ser ordenat a Elberfeld el 1844, l'any següent va ser jutjat per heretgia, però en va ser absolt. El 1854 visita diversos indrets d'Europa com a representant de les esglésies alemanyes estatunidenques, estigué present en la dieta eclesiàstica a Frankfurt del Main, i a la conferència pastoral suïssa a Basilea, també va fer conferències a Alemanya i a Amèrica. Poc després va obtenir el doctorat en teologia a Berlín. La seva connexió amb Mercersburg va romandre de 1844 a 1863, moment en què va traslladar-se a Nova York. Allà, va ser secretari del comitè sàbat el setembre de 1864, durant aquest període va donar cursos i conferències sobre història de l'església i en els seminaris teològics d'Andover, Hartford i Nova York. Tanmateix, va fer una segona visita a Europa el 1865, i una tercera el 1869. El 1870 va acceptar la càtedra de literatura sacra i en el Union Theological Seminary de Nova York.
Schaff va ser membre del Leipsic historical, el Netherland, i altres societats literàries i històriques europees i americanes. Va ser un dels fundadors, i secretari honorari, de la branca americana d'Aliança Evangèlica, i va ser enviat a Europa el 1869, 1872 i 1873 per fer els preparatius de la conferència general de l'aliança, que, després de ser posposada dues vegades per la guerra francoprussiana; finalment va ser realitzada l'octubre de 1873 a la ciutat de Nova York. El 1871 un dels delegats de l'aliança davant l'emperador rus per demanar llibertat religiosa a les províncies bàltiques. Va ser president del comitè estatunidenc de revisió de la Bíblia, que a ser organitzat el 1871 a petició del comitè anglès, el 1875 va ser enviat a Anglaterra per negociar i arreglar els termes en què els revisors britànics i les editorials universitàries en la co-operació de publicació de la revisió anglo-americana. El mateix any, l'agost, va assistir a la conferència de vells catòlics, grecs, i protestants a Bonn, amb una visió de promoure la unitat cristiana entre les esglésies allà representades. Va ser el primer president de la societat americana d'història de l'Església, fundada el 1888, amb representants de totes les branques de les esglésies protestants; a més, a banda del cultiu de la literatura, la societat buscava unir el pensament i el sentiment cristià a tot el món.

## Obres
Els treballs de Schaff són majoritàriament històrics i exegètics, alguns d'ells escrits en alemany, i altres en anglès. Va col·laborar en obres enciclopèdiques realitzant-ne diversos articles, amb Henry B. Smith i Johann J. Herzog entre d'altres. Tanmateix, Schaff va fundar i editar la revista Kirchenfreund a Alemanya.
Entre les seves obres més importants hi ha:
- History of the Apostolical Church (NYC, 1853)
- Sketch of the Political, Social, and Religious Character of the United States (1855)
- Germany, its Universities, Theology, and Religion (1857)
- History of the Christian Church (6 volums, 1858-1888)
- German Hymn-Book, with Introduction and Notes (1859)
- The Christ of the Gospels (1864)
- The Person of Christ, with Replies to Strauss and Renan (1865)
- Lectures on the Civil War and the Overthrow of Slavery in America (1865)
- Christ in Song (1869)
- Revision of the English Version of the New Testament (1874)
- The Vatican Council (1875)
- History and Collection of the Creeds of Christendom (3 volums, 1876)
- Harmony of the Reformed Confessions (1877)
- Through Bible Lands (1878)
- Dictionary of the Bible (1880)
- Library of Religious Poetry (amb Arthur Gliman)
- Companion to the Greek Testament and the English Version (1883, rev. 1888)
- Historical Account of the Work of the American Commitee of Revision of the English Version (1885)
- Christ and Christianity (1885)
- Church and State in the United States, or the American Idea of Religious Liberty and its Practical Effects, with Official Documents (NYC, 1888)

També va ser editor de:
- Critical, Theological, and Homiletical Commentary on the Bible (24 volums, NYC i Edimburg, iniciat el 1864)
- Philosophical and Theological Library (amb Henry B. Smith, NYC i Londres, iniciat el 1873)
- International Revision Commentary on the New Testament (iniciat el 1881)